# Аврам Сполски
Аврам Џоел Сполски (рођен 1965. године) је софтверски инжењер и писац. Аутор је блога о развоју софтвера Joel on Software и креатор софтвера за управљање пројектима Трело (енг. Trello). Био је програм менаџер у Мајкрософт Ексел (енг.Microsoft Excel) тиму између 1991. и 1994. године. Касније је 2000. године основао компанију Fog Creek Software и покренуо блог Joel on Software. Покренуо је програмерски интернет страницу за питања и одговоре 2008. године у сарадњи са Џефом Атвудом. Користећи софтверски производ Stack Exchange који покреће страницу Stack Overflow мрежа Stack Exchange Network сада пружа хостинг услуге преко 170 страница за питања и одговоре.

## Биографија
Сполски је рођен у јеврејској породици и одрастао је у Албукеркију у Новом Мексику и живео тамо до своје петнаесте године. Затим се са породицом преселио у Израел, где је ишао у средњу школу и одслужио војни рок у Падобранској бригади. Он је један од оснивача кибуца Ханатон у Доњој Галилеји. Вратио се у Сједињене Државе 1987. године да би похађао факултет. Студирао је на Универзитету Пенсилваније годину дана пре него што је прешао на Универзитет Јејл, где је био члан Пирсон колеџа и 1991. године стекао диплому основних студија summa cum laude у информатици.
Сполски је почео да ради у Microsoft-у 1991. године као менаџер програма у тиму Мајкрософт Eксела где је дизајнирао програмски језик Excel Basic и водио Мајкрософтову стратегију Visual Basic за апликације. Преселио се у Њујорк 1995. где је радио за Viacom и интернет сервис Juno Online Services. Основао је Fog Creek Software и креирао блог Joel on Software 2000. године. То је „један од првих блогова које је основао власник предузећа”.
Сполски је 2005. године био један од режистера и учесника у документарцу Aardvark'd: 12 Weeks with Geeks који говори о томе како је поменута компанија Fog Creek развила пројекат Aardvark, алат за даљинско повезивање.
Сполски је 2008. године заједно са Џефом Атвудом основао интернет страницу за питања и одговоре намењену програмерима софтвера под називом Stack Overflow. Он је био генерални директор компаније све док га Прашант Чандрасекар није заменио на тој позицији 1. октобра 2019. године. Сполски остаје директор компаније.
Сполски је покренуо Трело (енгл. Trello), онлајн алат за управљање пројектима по узору на Канбан методологију 2011. године.
Сполски је најавио именовање Анила Даша за новог генералног директора Fog Creek Software 2016. године, при чему је Сполски наставио да буде генерални директор Stack Overflow и као члан одбора Fog Creek Software. Компанија је од тада преименована у Glitch.
Аутор је пет књига, укључујући User Interface Design for Programmers и Smart and Gets Things Done. Такође је творац „The Joel Test”.
Сполски је смислио термин fix it twice за метод побољшања процеса. Tај метод подразумева брзо, тренутно решење за отклањање проблема и друго, спорије решење за спречавање поновног појављивања истог проблема фокусирањем на основни узрок. Његово коришћење термина Shlemiel the painter's algorithm, који се односи на алгоритам који није мерљив због обављања превише сувишних радњи, Скот Розенберг описао је на интернет страници salon.com као пример доброг писања „о њиховом изолованом свету на начин који осваја поштовање колега и пажњу аутсајдера”.
Сполски се појавио на конференцији WeAreDevelopers 2017. године, наводећи како програмери пишу код за будућност. У говору прича о томе како софтвер једе свет и како постаје све очигледније у свакодневном животу да људи комуницирају са више софтвера и да програмери помажу да се обликује како ће свет функционисати са наставком развоја технологије. Он користи метафору „ми смо само мало поврће које лебди у софтверској супи”, мислећи на сталну употребу софтвера за најобичније активности, укључујући посао, друштвене мреже, па чак и вожњу таксија.
Сполски је у децембру 2019. године јавно објавио да је председник симулационог стартапа отвореног кода под називом HASH.

### Лични живот
Сполски је објавио да је ожењен Џередом на друштвеним мрежама и блогу 2015. године. Живи у суседству у Њујорку Upper West Side, Менхетн.

## Дела
- Spolsky, Joel (2001). User interface design for programmers: in full color (на језику: енглески). Berkeley, Calif: Apress. ISBN 978-1-893115-94-1.
- Spolsky, Joel (2004). Joel on software: and on diverse and occasionally related matters that will prove of interest to software developers, designers, and managers, and to those who, whether by good fortune or ill luck, work with them in some capacity. Berkeley, Calif: Apress. ISBN 1-59059-389-8.
- Spolsky, Joel (2005). The best software writing. 1. Berkeley, Calif: Apress. ISBN 1-59059-500-9.
- Spolsky, Joel (2007). Smart and gets things done: Joel Spolsky's concise guide to finding the best technical talent. Berkeley, Calif: Apress. ISBN 978-1-59059-838-2.
- Spolsky, Joel (2008). More Joel on software: further thoughts on diverse and occasionally related matters that will prove of interest to software developers, designers, and managers and to those who, whether by good fortune or ill luck, work with them in some capacity. Berkeley, Calif: Apress [u.a.] ISBN 978-1-4302-0987-4.